# Waitahanui (rivière)
La rivière Waitahanui  (en anglais : Waitahanui River) est un cours d’eau situé dans l’île du Nord de la Nouvelle-Zélande.

## Localisation
La rivière Waitahanui est une des trois principales rivières, qui se déversent dans le lac Lac Taupo (les autres étant la rivière Tongariro et la rivière Tauranga Taupo). Le Waitahanui s’écoule au pied des collines de la chaîne de Kaimanawa et est traversée par la route State Highway 1/SH1 alors que la rivière passe à travers le centre ville de Waitahanui, avant d’entrer dans le lac Taupo.

## Pêche
La rivière Waitahanui est un cours d’eau populaire pour la pêche. Durant les mois d’hiver, la truite arc en ciel et la truite brune remontent la rivière pour y frayer. L’embouchure de la rivière Waitahanui est aussi le siège du Picket Fence, qui voit assez souvent des pêcheurs, épaules contre épaules se penchant au-dessus de l’embouchure de la rivière, essayant d’attraper les truites qui sortent du lac.